# Chapelle Saint-Augustin
La chapelle Saint-Augustin appelée communément chapelle de Bavière est un édifice religieux catholique construit en 1894 et situé dans le quartier d'Outremeuse à Liège. 

## Chronologie
Cette chapelle se rattachait à l'hôpital de Bavière dont il ne reste plus aujourd'hui que l'entrée. Elle a été construite en 1894, à la même époque que l'hôpital d'après les plans de l'architecte Laurent Demany qui s'est inspiré de l'ancienne chapelle Notre-Dame édifiée en 1606 au sein du premier hôpital de Bavière qui se situait à l'emplacement de l'actuelle place de l'Yser. L'édifice est repris sur la liste du patrimoine immobilier classé de Liège depuis 1990.

## Situation
La chapelle se situe au no 5 de la rue des Bonnes-Villes, une artère située au nord-est d'Outremeuse.

## Description
Bâtie principalement en brique et ornée de bandeaux de pierre calcaire, la chapelle mesure environ 23 m sur 11 m. Elle compte une seule nef de quatre travées, un chevet à trois pans coupés et un clocheton carré. L'intérieur de la chapelle conserve un mobilier du XVIIe siècle et du XVIIIe siècle (escalier en marbre, tribune, orgue).

## Personnalité liée à la chapelle
L'écrivain Georges Simenon y a été enfant de chœur et les funérailles de sa mère y furent célébrées en 1970.